# Parafia Matki Bożej Królowej Polski w Niecieczy
Parafia Matki Bożej Królowej Polski w Niecieczy – parafia rzymskokatolicka, znajdująca się w diecezji tarnowskiej, w dekanacie Żabno.